# François Bordes
François Bordes (sci-fi-íróként írói álneve: Francis Carsac) Rives, Franciaország, 1919. december 30. – Tucson, Arizona, Amerikai Egyesült Államok, 1981. április 30.) francia archeológus, geológus, szakíró. Népszerű sci-fi regényíró és novellista.
Magyarországon elsősorban sci-fi-íróként illetve a kísérleti régészet egyik úttörőjeként ismert.
Az őstörténet és negyedidőszaki geológia professzora volt a Bordeaux-i Egyetemen.
Tudományos fantasztikus regényei és novellái világszerte nagyon népszerűek voltak. Kelet-Európában és a Szovjetunióban is. Ennek megfelelően több regényét lefordították és megjelentették többek között orosz, lett, litván, észt valamint román, bolgár és magyar nyelven is.

## Élete
A második világháború illetve a náci megszállás alatt aktívan részt vett a francia ellenállási mozgalomban Toulouse-ban majd Belvès-ben, és részt vett Bordeaux felszabadításában is.
Tanulmányait Toulouse-ban, Bordeaux-ban és Párizsban folytatta. A Bordeaux-i Egyetemen végzett és ott doktorált 1951-ben. Doktori disszertációjának címe: A Szajna-medence negyedidőszaki iszapjának rétegtana és őskőkori régészete (Les limons quaternaires du Bassin de la Seine - Stratigraphie et Archéologie paléolithique) volt.
1945-1955-ig a Nemzeti Tudományos Kutatóközpont (CNRS - Centre national de la recherche scientifique) munkatársa.
1956-tól az őstörténet és negyedidőszaki geológia professzora volt a Bordeaux-i Egyetem Természettudományi Karán. Az általa alapított Negyedidőszaki Geológiai Intézet vezetője (Őstörténeti és Negyedidőszaki Geológiai Intézet - Institut de Préhistoire et de Géologie du Quaternaire).
1957-től 1975-ig a Aquitániai Őstörténeti Múzeum (Antiquités Préhistoriques d'Aquitaine) igazgatója.
Számos régészeti feltárást vezetett Franciaország délnyugati részén, elsősorban Pech-de-Aze-ban, Combe-Grenal-ban illetve Corbiac-ban.

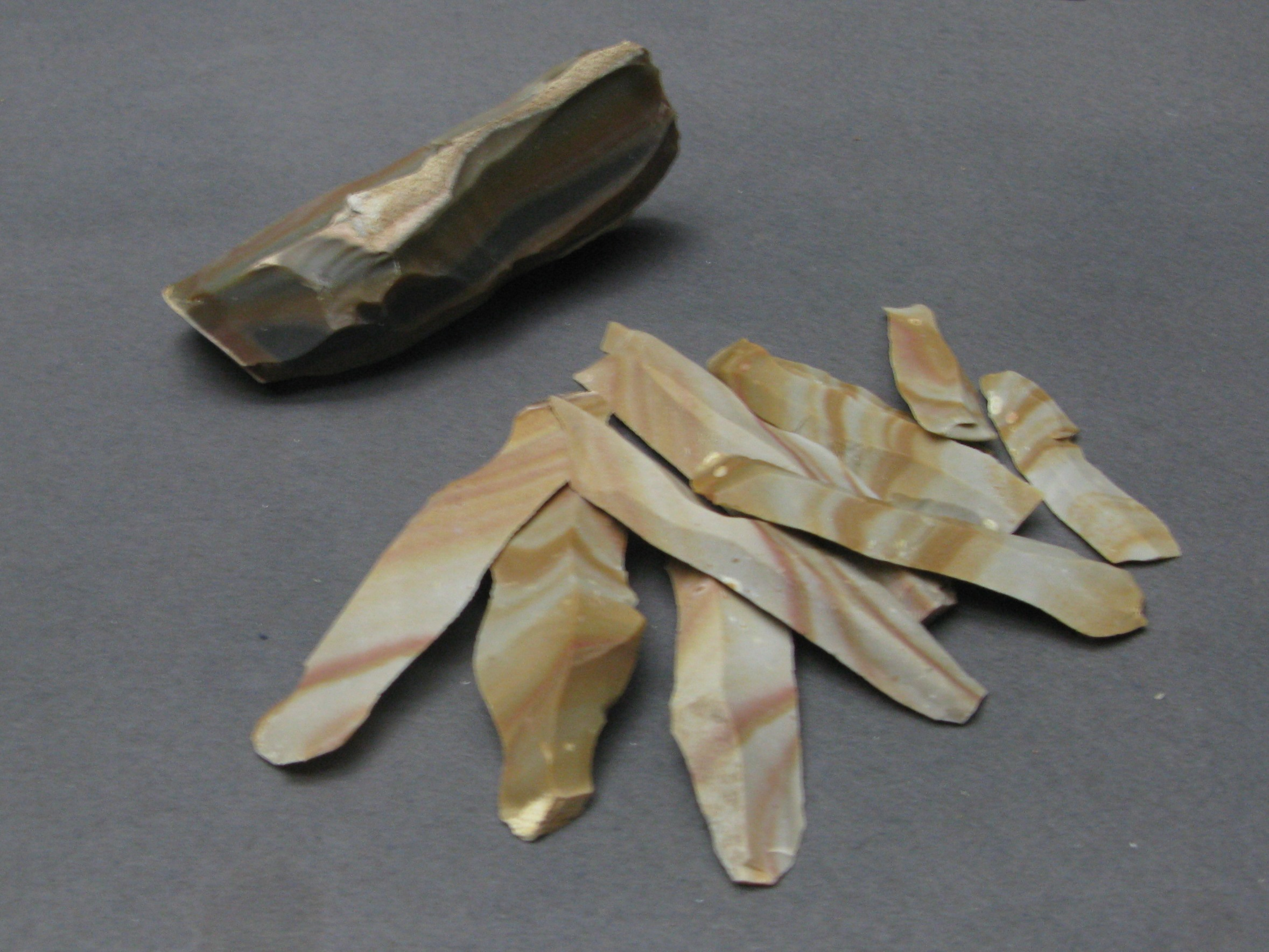
Magkő és a róla François Bordes által lepattintott pengék a bordeaux-i Aquitaine Múzeum kiállításán

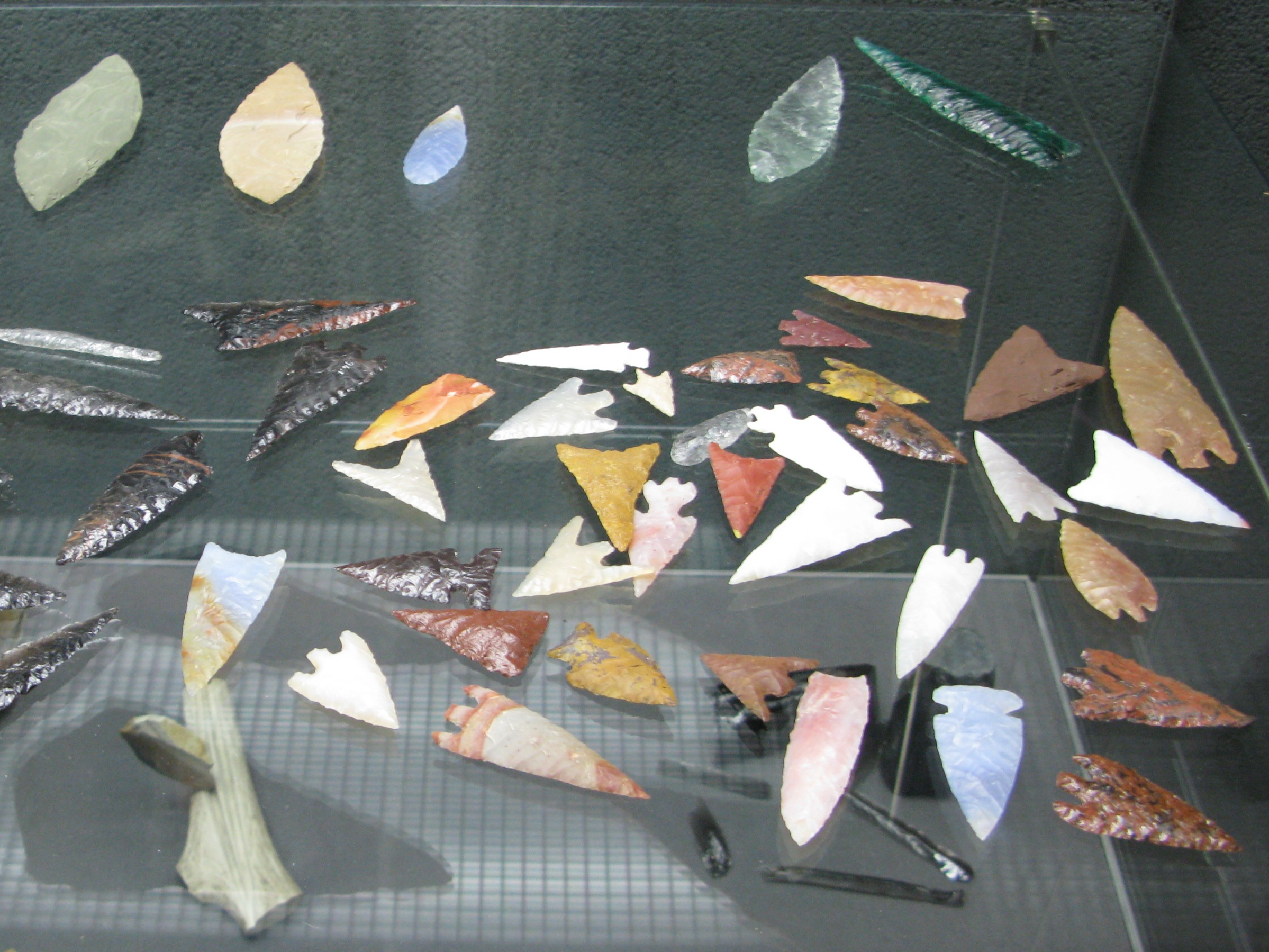
François Bordes által készített egyéb őskőkorszaki pattintott eszközök, nyíl és dárdahegyek a kiállításon

Újszerű volt az őskőkori iparágak bemutatására kidolgozott statisztikai tipológiai vizsgálati módszere, továbbá a  kísérleti régészeti kutatásai a kovakő pattintás technikájának az elsajátításával. A világ régészeinek körében közismert lett azáltal, hogy képes lemásolni az őskori kőszerszámokat.
Már röviddel a felszabadulás után próbálkozott sci-fi írással, azonban első ismert regénye, az 1945-ben írt Kopár világ (Sur un monde stérile) jóval halála után, 1997-ben jelent meg először. 1954-ben jelent meg A sehollakók (Ceux de nulle part) című regénye, a következő évben pedig A világűr robinsonjai (Les Robinsons du Cosmos).
Idősebb korában Dordogne megyében, Carsac-ban telepedett le, amely második otthona lett, s ennek a kisvárosnak a temetőjében található a sírja is.

## Művei

### Publikációk
Tudományos munkássága keretében az őstörténet és negyedidőszaki geológia tárgykörében több mint 200 publikációja jelent meg. Számos könyve halála után is népszerű az egyetemi oktatásban.
- Étude comparative des différentes techniques de taille du silex et des roches dures, L'Anthropologie, 1947
- Principes d'une méthode d'étude des techniques de débitage et de la typologie du Paléolithique ancien et moyen, L'Anthropologie, 1950
- L'évolution buissonnante des industries en Europe occidentale. Considération théoriques sur le Paléolithique ancien et moyen, L'Anthropologie, 1950
- Essai de classification des industries „moustériennes”, Bulletin de la Société Préhistorique Française, 1953
- Le complexe moustérien : Moustériens, Levalloisien et Tayacien, L'Anthropologie, (M. Bourgon-al), 1951
- „Le Paléolithique dans le monde.”, Paris Hachette 1968, no. 33 série: „L'univers des connaissances”. Hollandul: „Aan de wieg van de mensheid. Paleontologie van het steentijdperk” Wereldakademie W.De Haan/J.M.Meulenhoff
- Typologie du Paléolithique ancien et moyen, Delmas, Publications de l'Institut de Préhistoire de l'Université de Bordeaux, Mémoire no 1, 1961, 1988, ISBN 2-87682-005-6
- Leçons sur le Paléolithique, CNRS, 3 vol., 1984

### Regények
Regényei, novellái Francis Carsac írói álnevével jelentek meg.
- Ceux de nulle part, 1954 (A sehollakók)
- Les Robinsons du Cosmos, 1955 (A világűr robinsonjai)
- Pour patrie l’espace, 1962
- Ce monde est nôtre, 1962 (A sehollakók folytatása)
- La Vermine du lion, 1966
- Sur un monde stérile, 1997 (Kopár világ, 1945-ben született regénye)

### Magyarul
- A világűr Robinsonjai; ford. Gyáros Erzsébet, utószó Kuczka Péter; Kossuth, Bp., 1972 (Fantasztikus sorozat)
- A sehollakók. Tudományos-fantasztikus regény; ford. Gyáros Erzsébet; Kozmosz Könyvek, Bp., 1980 (Kozmosz fantasztikus könyvek) ISBN 9632113845

### Novellák
- Hachures, 1954
- Taches de rouille, 1954
- Genèse, 1958
- L’Homme qui parlait aux martiens, 1958
- Le Baiser de la vie, 1959
- Sables morts, 1959
- La Revanche des Martiens, 1959
- Quelle aubaine pour un anthropologue !, 1959
- Les pauvres gens, 1959
- La Voix du loup, 1960
- Premier Empire, 1960
- Une fenêtre sur le passé, 1961
- L’Ancêtre, 1962
- A Sors hegyén (Dans les montagnes du destin, 1971), a Galaktika című sorozat 7. számában, Kozmosz Könyvek, Budapest, 1974, fordította: Szoboszlai Margit
- Le dieu qui vient avec le vent, 1972
- Tant on s’ennuie en Utopie, 1975
- L’homme qui voulut être Dieu, 1970
- Les Mains propres, 1981
- Celui qui vint de la grande eau, 1982

## Műfordítása
Az ő fordításában (szintén Francis Carsac-ként) jelent meg 1958-ban francia nyelven Poul Anderson A hosszú emlékezés (The long remembering, 1957) című regénye (Souvenir lointain, 1958).

## Emlékezete
- Az őskori eszközök alaktani osztályozására kidolgozott módszere máig használatos („Bordes-módszer”).
- Egyes szakkönyvei az egyetemi oktatásban máig nélkülözhetetlenek.
- A kísérleti régészet egyik úttörőjeként tartják számon.
- Sci-fi regényei és novellái világszerte máig népszerűek.
- Egykori lakóháza utcáját írói álnevéről nevezték el (Rue Carsac).
- A nevét viseli az egykori egyetemi intézetéhez közeli villamosmegálló is Bordeaux-ban.

## Fordítás
- Ez a szócikk részben vagy egészben  a   François Bordes című francia Wikipédia-szócikk ezen változatának fordításán alapul.  Az eredeti cikk szerkesztőit annak laptörténete sorolja fel. Ez a jelzés csupán a megfogalmazás eredetét és a szerzői jogokat jelzi, nem szolgál a cikkben szereplő információk forrásmegjelöléseként.